# Michael J. Flynn
Michael J. Flynn (Nova Iorque, 20 de maio de 1934) é um cientista da computação dos Estados Unidos, professor emérito da Universidade de Stanford. Graduou-se em engenharia em 1955 pela Manhattan College e concluiu o mestrado cinco anos mais tarde, pela Universidade de Syracuse. Em 1961 concluiu o doutorado pela Universidade de Purdue. Propôs a taxonomia de Flynn em 1966, uma forma de classificação de arquiteturas de computador de acordo com instrução e fluxo de dado.
Em 1995 recebeu o Prêmio Memorial Harry H. Goode.

## Livros publicados
- WASER, Shlomo; FLYNN, Michael J. (1982). Introduction to Arithmetic for Digital Systems Designers. Holt, Rinehart, and Winston. Nova Iorque: [s.n.] ISBN 0030605717
- FLYNN, M. J.; HARRIS, N. R., MCCARTHY, D. P. (1981). Microcomputer System Design: Lecture Notes in Computer Science. Springer-Verlag. Dublin: [s.n.] ISBN 3540111727
- HUCK, Jerome C.; FLYNN, Michael J. (1989). Analyzing Computer Architectures. IEEE Computer Society Press. Nova Iorque: [s.n.] ISBN 0818688572
- FLYNN, Michael J. (1995). Computer Architecture: Pipelined and Parallel Processor Design. Jones and Bartlett. Boston: [s.n.] ISBN 0867202041
- FLYNN, Michael J.; OBERMAN, Stuart (2001). Advanced Computer Arithmetic Design. John Wiley and Sons. Nova Iorque: [s.n.] ISBN 0471412090